# Mangrove (band)
Mangrove is een Nederlandse muziekgroep uit de omgeving van Apeldoorn. De muziekgroep speelt progressieve rock, maar grijpt daarbij voornamelijk terug op de toen nog symfonische rock geheten muziek van de jaren 70. 
De band ontstond toen Roland van der Horst en Joost Hagemeijer in 1998 bij elkaar kwamen en onder de naam Brainstorm een demo maakten. In 2001 werd de eerste mini/demo cd in eigen beheer uitgegeven onder de bandnaam Mangrove en titel Massive Hollowness. Op deze cd is nog zanger Eric Holdtman te horen die na de opnamen van dit album de band verlaat. Vanaf dat moment neemt gitarist Roland van der Horst ook de zang voor zijn rekening. De in eigen beheer opgenomen en geproduceerde cd "Touch Wood" is het eerste album waar hij als zanger is te horen. Met de opvolger “Facing the sunset” drong Mangrove door bij het symfopubliek. Voor deze cd ontving de band de door IO Pages uitgereikte eerste progaward. De jury prees de cd vanwege de goede composities en gedreven spel. Een grote stap voorwaarts zette de band met zijn vierde studioalbum Beyond Reality. Dit is het eerste in een studio opgenomen album. Productie, mix en mastering heeft de band zelf verzorgd. De band trad daarbij regelmatig op in het circuit van de progressieve rock in binnen- en buitenland. Zo is Mangrove in Engeland, Duitsland, Zwitserland, Polen en België geweest. Alle albums in de lijst discografie zijn in eigen beheer uitgegeven, maar wel verkrijgbaar bij gespecialiseerde en niet-gespecialiseerde (internet)-winkels. 
Na het album Beyond Reality, in hun ogen een hoogtepunt, werd het stil rond de band; er verschenen geen opnamen, maar de band bleef optreden. Drummer Joost Hagemeijer vertrok in 2010, hetgeen ook een aderlating was op compositorisch vlak. Het werd zo stil dat Arrow Classic Rock zelf de opheffing meldde, hetgeen de band direct ontkende. Er werd een nieuwe drummer gevonden in Remco Engels; hij was drummer bij Knight of the Progs. Hij was een soort tussenpaus, want in 2019 kwam een nieuwe drummer Lex Bekkernen. Hij was autodidact die zijn kennis wilde uitbreiden via de herman Brood Academie, maar eenmaal gevraagd nam hij plaats achter het drumstel van Mangrove. Bekkernern speelde in Deflexion en tributebands als Awaken (Yes), The Genesis Project (Genesis) en Yes-shows (opnieuw Yes), maar was ook regelmatig drummer bij RTL Late Night. Hij bracht een verandering van stijl mee, meer richting fusion. In 2019 stond de band in Cultuurpodium Boerderij in Zoetermeer, in 2020 trad ze op met Silhouette. In IO Pages 163 van april 2020 kondigde Van der Horst een nieuw studioalbum en optredens aan. 
Toen sloeg de coronapandemie toe en alles kwam stil te liggen. In het najaar van 2021 kondigde Chris Jonker tijdens de opnamen van een nieuw album zijn vertrek aan; hij werd tijdelijk opgevolgd door Erik Laan, die ook speelde bij Silhouette en het dan net opgerichte Chain Reaktor. Het laatste nieuws op Mangroves website is dat ze een concert op 6 november 2021 moest afzeggen vanwege overmacht bij een van de leden. Er worden dan nog slechts drie leden genoemd, Van der Horst, Pieter Drost en Les Bekkernen. In juli 2023 werd hun deelname aangekondigd voor het Northern Prog Festival van 4 november 2023; hun eigen site meldde daar niets over (gegevens website 9 november 2023).     

## Leden
- Pieter Drost: basgitaar
- Lex Bekkernens: slagwerk
- Roland van der Horst: zang, gitaar

## Ex-leden
- Joost Hagemeijer: slagwerk, zang (tot mei 2010)
- Remco Engels: slagwerk, zang (tot oktober 2017)
- Chris Jonker: toetsinstrumenten (tot oktober 2021)

## Discografie
- Massive Hollowness (2001)
- Touch Wood (2004)
- Facing the Sunset (2005)
- Coming Back to Live (2006)
- Beyond Reality (2009)